# Les neus del Kilimanjaro
Les neus del Kilimanjaro (francès: Les Neiges du Kilimandjaro) és una pel·lícula de drama francesa de 2011 dirigida per Robert Guédiguian. El guió va ser escrit pel director Robert Guédiguian i Jean-Louis Milesi. Guédiguiain va prende la idea del poema «Les Pauvres Gens» (La gent pobra) de Victor Hugo, que pertany a La Légende des siècles. El títol, per contra, es pren del nom d'una cançó de Pascal Danel, «Les Neiges du Kilimandjaro». Ha estat doblada al català.
Es va estrenar en la secció Un Certain Regard del Festival Internacional de Cinema de Canes de 2011. Va guanyar el premi del públic i l'Espiga de Plata a la Setmana Internacional de Cinema de Valladolid. El crític espanyol Carlos Boyero va qualificar la pel·lícula com «una anàlisi tremenda sobre el sentiment de classe». El periodista francès Bruno Iche, per al diari Libération, la classifica com «una comèdia social tenyida de melancolia».

## Repartiment
- Ariane Ascaride com Marie-Claire.
- Jean-Pierre Darroussin com Michel.
- Gérard Meylan com Raoul.
- Marilyne Canto com Denise.
- Grégoire Leprince-Ringuet com Christophe.
- Anaïs Demoustier com Flo.
- Robinson Stévenin com Comissionat.
- Adrien Jolivet com Gilles.
- Karole Rocher com Mare de Christophe.
- Julie-Marie Parmentier com Agnès.
- Pierre Niney com cambrer.
- Yann Loubartière com Jules.
- Jean-Baptiste Fonck com Martin.
- Emilie Piponnier com Maryse.
- Raphaël Hidrot com Jeannot.
- Anthony Decadi com Gabriel.
- Frédérique Bonnal com Martine.
- Simon Frenay

## Argument
A Marsella, Michel Marteron (Jean-Pierre Darroussin) viu feliçment amb Marie-Claire Marteron (Ariane Ascaride), la seva esposa des de fa gairebé 30 anys. A Michel, un sindicalista de la Confederació General del Treball francesa, se li encarrega reunir els noms de 20 treballadors de la drassana, per a determinar quins d'ells seran acomiadats. I tot i que no havia de posar el seu propi nom en la llista, ho fa i acaba perdent el seu treball, juntament amb altres treballadors.
A la mateixa empresa hi treballa Raoul (Gérard Meylan), cunyat de Michel i amics des de la infància. Sol citar Jean Jaurès. L'empresa on ells treballen està en dificultats. Es decideix un pla d'acomiadaments, 20 empleats han de ser acomiadats. Per acord amb els sindicats, l'elecció dels acomiadats s'efectuarà per sorteig. És Michel qui treu de l'urna els vint papers, al penúltim està escrit el seu propi nom. Raoul diu a Michel que no entén perquè ha escrit el seu nom sobre un dels papers ja que ell és representant sindical. Michel li respon que no és representant sindical per beneficiar-se de privilegis.
Michel porta 30 anys casat amb Marie-Claire que és assistent de persones grans i ha abandonat els seus estudis d'infermeria per dedicar-se a la seva família. Tenen dos nens, Flo i Gilles, i tres nets: Ludovic « Ludo », Louis i Monica. Flo està aparellat amb Jeannot i Gilles amb Maryse. Raoul està casat amb Denise, la germana petita de Marie-Claire. Mentre està en atur, Michel intenta veure el costat bo de la seva situació, i proposa als seus fills ocupar-se dels seus nets, notícia que reben amb gran goig.
Els seus companys de treball i la seva família organitzen una festa pel seu trentè aniversari de noces i els regalen diners per un viatge a Tanzània i el Kilimanjaro, i canten una cançó de la dècada de 1960 anomenada «Kilimandjaro». Raoul (Gérard Meylan), cunyat i company de treball, li regala un llibre de còmics de la seva infància, que afirma haver trobat en una llibreria de segona mà. Abans de marxar de vacances, Michel i Marie-Claire sofreixen un robatori mentre juguen a les cartes amb Raoul i la seva esposa Denise (Marilyne Canto). Michel resulta ferit en l'atac i Denise es queda traumatitzada pel succés. Un dels lladres s'emporta el còmic.
Michel està en un autobús quan veu dos nens que llegeixen el còmic que li van robar. Després de seguir-los, identifica al germà gran d'un d'ells com a Christophe (Grégoire Leprince-Ringuet), un dels seus companys de treball acomiadats. Michel denuncia Christophe a la policia i veu com aquest és arrestat. Posteriorment, Michel i Marie-Claire descobreixen que Christophe té a cura els seus dos germans menors, oblidats durant anys per la seva mare. Michel acaba canviant d'opinió i decideix retirar la seva acusació, però no pot ja que el cas no pot ser retirat. Seguint l'esperit del seu heroi, el líder socialista francès Jean Jaurès, decideix tractar d'ajudar els dos germans, per a acabar descobrint que Marie-Claire se li ha avançat i ja està secretament al càrrec de la cura dels nens. S'adonen que són els seus ideals comuns els que mantenen unida la seva relació i, després de discussions amb els seus propis fills, majors d'edat, i amb Raoul, s'emporten als dos nens a casa seva per tenir-ne cura, mentre el seu germà gran està condemnat a presó. Més tard Raoul admet que no va trobar el còmic en una llibreria de segona mà, sinó que l'hi havia robat a Michel quan eren nens.

## Premis i nominacions
| Premi / Festival                              | Categoria                    | Receptors i nominats                  | Resultat  |
| --------------------------------------------- | ---------------------------- | ------------------------------------- | --------- |
| Festival de Cannes                            | Un Certain Regard            |                                       | Nominat   |
| Festival de Cinema de Cabourg                 | Millor director              | Robert Guédiguian                     | Guanyador |
| Premi César                                   | Millor actriu                | Ariane Ascaride                       | Nominat   |
| Premi Globus de Cristall                      | Millor actor                 | Jean-Pierre Darroussin                | Nominat   |
| Premi Lumières                                | Millor guió                  | Jean-Louis Milesi i Robert Guédiguian | Guanyador |
| Premi Lux                                     |                              |                                       | Guanyador |
| Setmana Internacional de Cinema de Valladolid | Premi del públic             |                                       | Guanyador |
| Setmana Internacional de Cinema de Valladolid | Espiga de plata              |                                       | Guanyador |
| Premis Turia                                  | Millor Pel·lícula Estrangera |                                       | Guanyador |